# Skream
Skream (* 1. Juni 1986 in West Wickham, Bromley, London; bürgerlicher Name Oliver Dene Jones) ist ein britischer Dubstep-Produzent. Er gilt neben Benga und Hatcha als einer der Pioniere dieser Musikrichtung.

## Leben
Als Teenager produzierte er seine Tracks zunächst auf einer Playstation, stieg dann aber bald auf Fruity Loops um.
Er arbeitete im Big Apple Record Store in Croydon, der als Schlüsselpunkt für die Entwicklung von Dubstep angesehen wird. Dort arbeiteten oder trafen sich viele heutige Dubstep-DJs und -Produzenten. Dort gab Skream seine Lieder an DJ Hatcha weiter, der sie auf diversen Partys spielte und Skream so zu Bekanntheit verhalf. Der Durchbruch gelang Skream 2005 mit seinem Song Midnight Request Line.
2006 wurde sein Album Skream! bei Tempa veröffentlicht. Anschließend ging Skream auf Auslands-Tourneen und verhalf Dubstep so zu steigender Bekanntheit. Im April 2007 legte Skream in mehreren Städten Deutschlands auf, u. a. in Berlin, Leipzig und Offenbach am Main.
Skream, der auch dafür bekannt wurde, eine sehr hohe Auswahl an nichtveröffentlichten Tracks im Laufe der Jahre produziert zu haben, hat 2010 sein zweites Album Outside The Box auf Tempa veröffentlicht. Kurz zuvor erreichte er durch das gemeinsam mit Benga und Artwork ins Leben gerufenen Projekt Magnetic Man mit der Single I Need Air erstmals eine Top-10-Chartplatzierung in Großbritannien. 
Neben seinen offiziellen Releases veröffentlicht Skream regelmäßig Free-Tracks als kostenlosen Download im Internet. Drei Teile der „Freeizm“-Reihe hat Skream bisher über seinen Twitter-Account veröffentlicht, den letzten, acht Tracks umfassenden Teil im Juli 2010.
Inzwischen ist Skream beim Plattenlabel OWSLA unter Vertrag.

## Diskographie

### Alben
- Midnight Request Line/I - Single (2005, Tempa)
- Skream! (2006, Tempa)
- Outside the Box (2010, Tempa)

### Singles und EPs (Auswahl)
- 28g / Fearless (2005)
- Midnight Request Line (2005)
- Bahl Fwd / Temptation (2006)
- Dubstars, Vol. 2 EP (2006)
- Never Warned / Plodder Remix mit MRK1 (2006)
- Tapped / Dutch Flowerz (2006)
- Travels / Wise Men (2006)
- Assumptions Remix / Clockwatching (2007)
- Skreamizm Vol. 1 (2006, Tempa)
- Skreamizm Vol. 2 (2006, Tempa)
- Skreamizm Vol. 3 (2007, Tempa)
- Skreamizm Vol. 4 (2008, Tempa)
- Skream Remixes Ep (Marc Ashken) (2007)
- Sub Island / Pass the Red Stripe (2007)
- Skreamizm Vol. 5 (2008, Tempa)
- Face Down In The Water (2017)

### Free Downloads
- Freeizm Vol. 1 (2010)
- Freeizm Vol. 2 (2010)
- Freeizm Vol. 3 (2010)
- The Freeizm Album (2010)
- Freeizm History (2011)

### Auf Samplern (Auswahl)
- Dubstep Allstars Vol. 1 (2007, Neutron Med)
- The Roots of Dubstep (2007, Neutron Med)
- Box of Dub 2 - Dubstep and Future Dub (2007, Soul Jazz)
- Rinse 02/Skream (2007, Neuton Med)